# Pieve di San Prospero (Collecchio)
La pieve di San Prospero è un luogo di culto cattolico dalle forme romaniche e neoromaniche situato in via Galaverna 36 a Collecchio, in provincia e diocesi di Parma; appartiene al gruppo delle pievi parmensi ed è sede di una parrocchia compresa nella zona pastorale della Pedemontana.

## Storia
L'originario luogo di culto fu costruito lungo la via Francigena probabilmente nell'XI secolo, sui resti di un antico tempio pagano, riscoperti nel 1912 durante i lavori di ristrutturazione dell'edificio; a testimonianza della presumibile epoca di erezione della struttura è conservata nella canonica una pietra, incisa in modo frammentario con la data 1089, posta tra una colomba e una croce greca, da alcuni storici interpretata come simbolo di Matilde di Canossa. La chiesa originariamente si sviluppava su un impianto a navata unica con tre absidi. Secondo alcune fonti in adiacenza fu edificato contestualmente anche l'ospedale di Santa Maria, destinato ai pellegrini diretti a Roma.
Risale invece al 3 novembre 1157 il più antico documento che certifichi l'esistenza della pieve, il cui arciprete Oddone fu menzionato in un atto notarile in qualità di testimone.
All'incirca tra il 1210 e il 1230 il tempio fu profondamente modificato, con la costruzione delle navate laterali, del nuovo presbiterio a base quadrata e della torre-tiburio sulla crociera.
Nel 1230, come indicato dal Capitulum seu Rotulus Decimarum della diocesi di Parma, dalla plebis de Colliculo dipendevano otto cappelle dei dintorni: Sant'Agnese, San Nicolò di Maiatico, San Lorenzo di Sala, San Martino di San Martino Sinzano, San Zeno di Gaiano, San Vitale di Lemignano, San Gregorio e Sant'Andrea di Pavarano. L'importanza della pieve crebbe negli anni seguenti, tanto che nel 1299, come riportato nella Ratio Decimarum, la sua giurisdizione si estendeva anche alle tre cappelle di Collecchiello, di Santo Stefano di Sala e di San Nicomede di Giarola.
Nel XV secolo le capriate lignee di copertura delle navate furono sostituite con una serie di volte a crociera intonacate; inoltre, nel 1482 fu sopraelevato il massiccio campanile sul tiburio.
Nel XVI secolo furono aggiunte sei cappelle laterali, tre per fianco.
Nel 1603, sul luogo dell'antico ospedale di Santa Maria, fu costruito per volere del duca di Parma Ranuccio I Farnese un ospizio, che fu affidato ai cappuccini, i quali lo gestirono fino al 1792. Inoltre, nel 1630 fu modificata la torre campanaria in stile barocco.
Nel corso del XVIII secolo furono eseguiti alcuni significativi interventi, che consistettero nella realizzazione della nuova facciata barocca della chiesa, conservando solo l'originario portale medievale, e nella costruzione della sagrestia in adiacenza al presbiterio.
A partire dal 1912 fu avviata una serie di lavori finalizzati a ripristinare l'aspetto romanico lombardo della chiesa. Furono innanzitutto eseguiti ampi scavi all'interno dell'edificio, che consentirono di riportare alla luce le tracce di un tempio romano, qualche moneta d'epoca imperiale e alcune tombe medievali; inoltre, sotto al sagrato furono rinvenuti altri antichissimi resti, tra cui frammenti di lucerne, vasi e ossa animali, probabilmente utilizzati per riti sacrificali. Nello stesso periodo furono abbattute le sei cappelle cinquecentesche, ripristinando l'impianto basilicale duecentesco, e furono parzialmente ricostruite le absidi laterali. Nel 1922, a lato del sagrato antistante la facciata, fu innalzata isolata un'alta torre campanaria, eretta su modello del campanile del duomo di Parma e dedicata ai caduti della prima guerra mondiale. Nel 1935 fu demolito il prospetto settecentesco barocco, che fu sostituito con una facciata a salienti in pietra e mattoni dalle forme neoromaniche.
Durante la seconda guerra mondiale l'antica torre campanaria sul tiburio fu gravemente danneggiata nel corso degli scontri; nel 1946 la struttura fu parzialmente demolita, abbassandola alla quota duecentesca, e ristrutturata.
Nel secondo dopoguerra sul luogo dell'ospizio adiacente alla chiesa furono edificati un teatro parrocchiale, una casa della gioventù e la residenza per i cappellani; fu inoltre ristrutturata e ampliata la canonica.
Tra il 1992 e il 1993 furono eseguiti alcuni lavori di ristrutturazione, che interessarono in particolar modo gli interni, ove il presbiterio fu adeguato liturgicamente con l'aggiunta del nuovo altare maggiore a mensa; nel corso delle opere, furono rinvenute le fondazioni della chiesa medievale.

## Descrizione

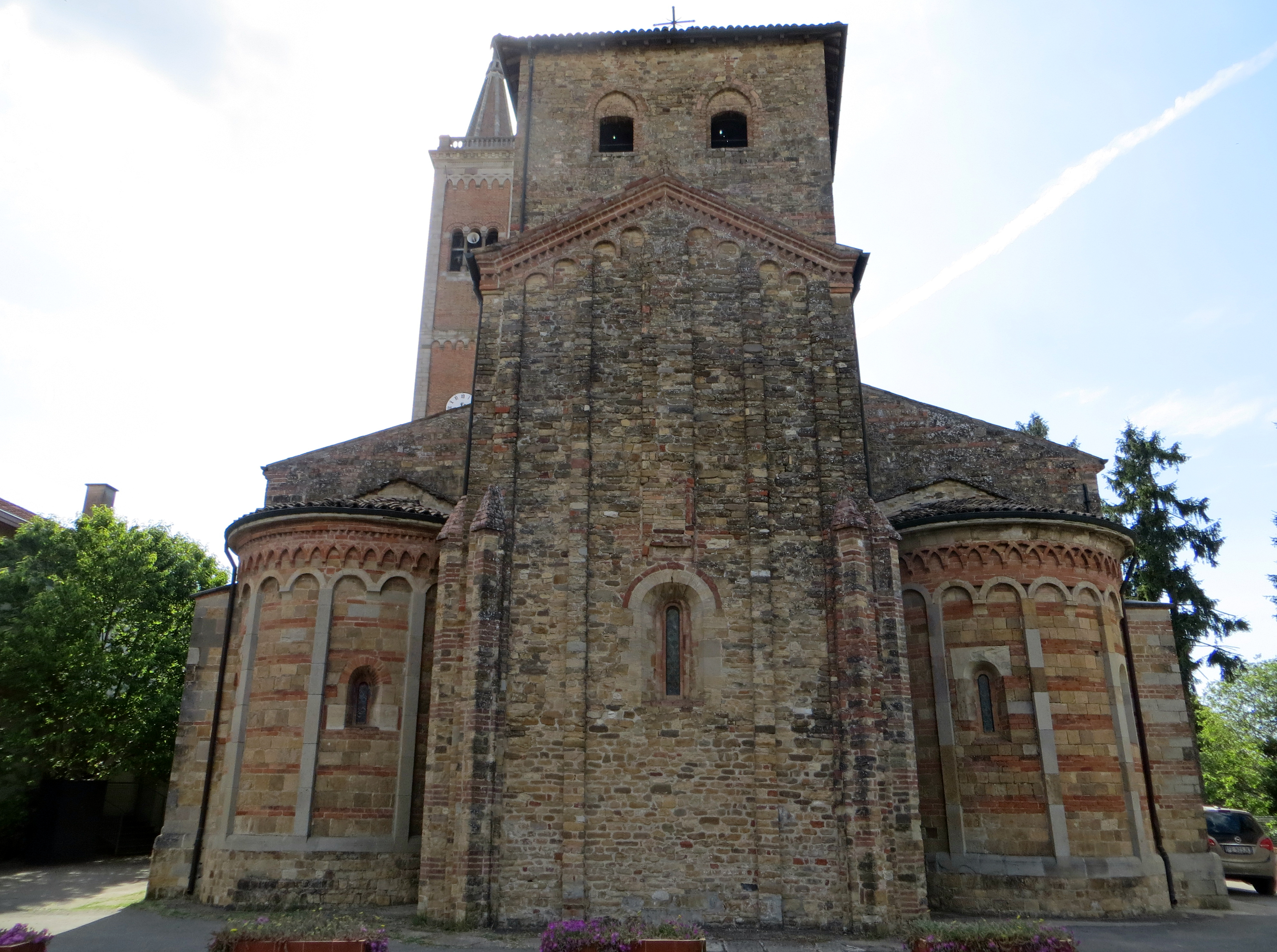
Zona absidale

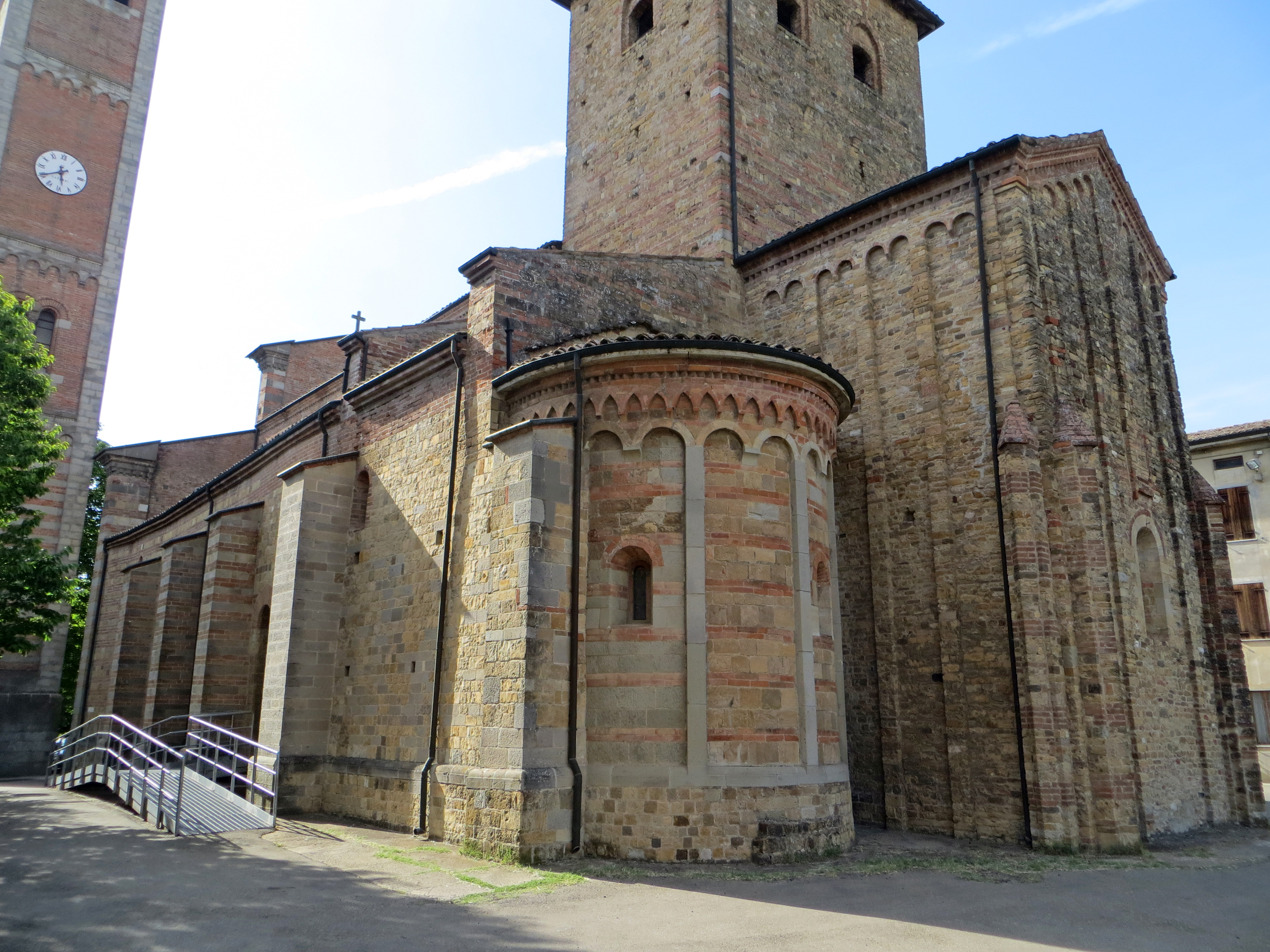
Lato sud e zona absidale

La pieve si sviluppa in posizione collinare su un impianto basilicale a tre navate, con ingresso a ovest e presbiterio a est, affiancato da due absidi.
La neoromanica facciata a salienti, interamente rivestita a strisce alternate di mattoni e pietre, è tripartita verticalmente da quattro lesene. Nel mezzo una scalinata conduce al protiro con copertura a capanna, retto da due pilastri e ornato lungo gli spioventi con una fascia ad archetti pensili in pietra; il piccolo portico, voltato a botte, protegge il duecentesco portale centrale d'accesso ad arco a tutto sesto, delimitato da una cornice strombata in pietra arricchita da semicolonne; queste ultime sono coronate da capitelli scolpiti con le raffigurazioni dei simboli di tre evangelisti, poste tra gli intrecci vegetali; le antiche ante bronzee del portone d'ingresso presentano dei bassorilievi rappresentanti la Morte e resurrezione di Cristo. Superiormente si apre nel mezzo un ampio rosone traforato in pietra, mentre a coronamento corre lungo gli spioventi una decorazione ad archetti pensili.

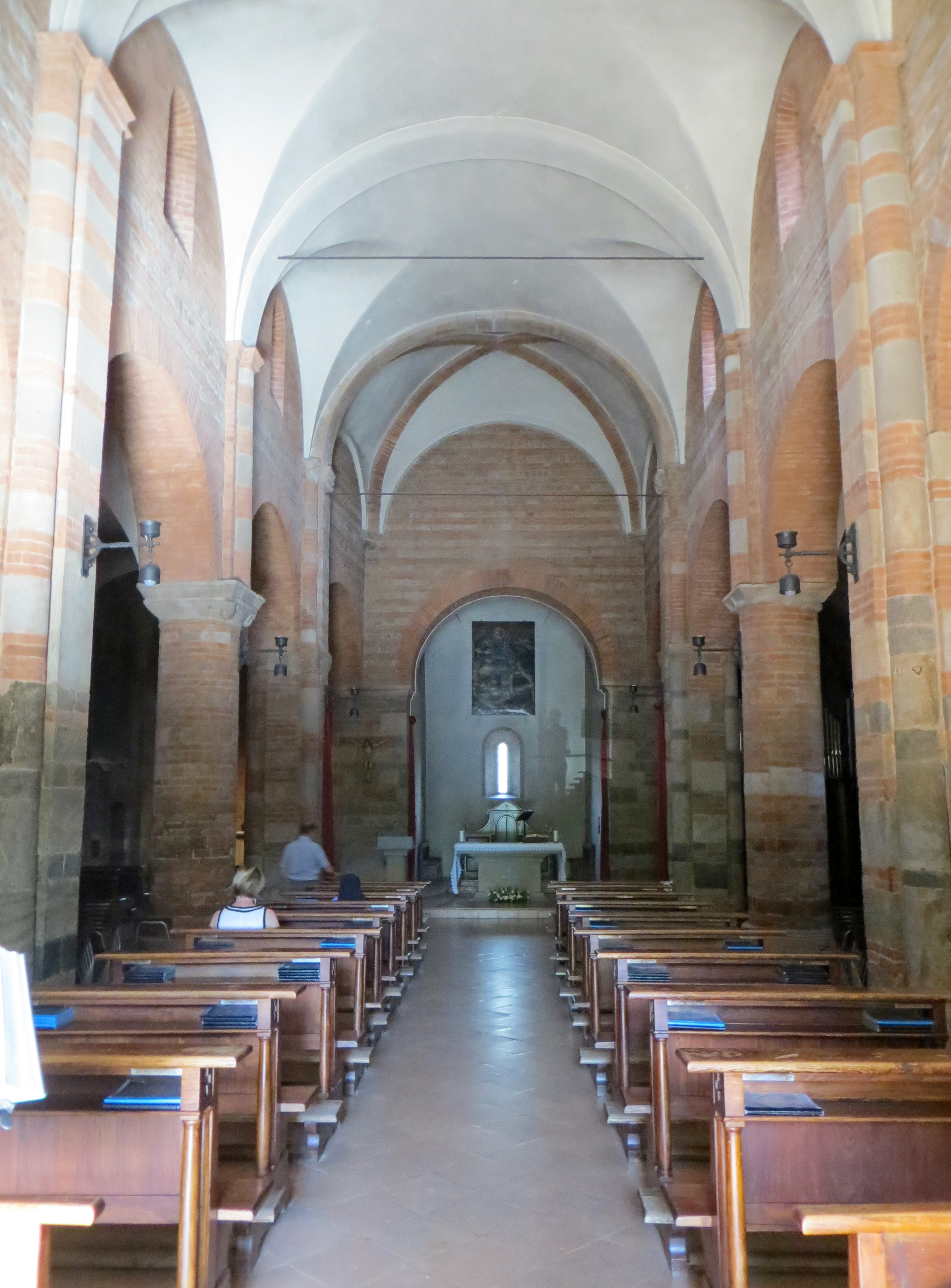
Navata centrale

Sulla destra della facciata, staccato dalla chiesa, si eleva su quattro ordini, scanditi da fasce marcapiano ad archetti pensili, il campanile alto 52 m; la torre, rivestita come la chiesa in pietra e laterizio a strisce, è decorata con lesene sugli spigoli e presenta su ogni lato, al centro dei vari livelli sovrapposti, nell'ordine una monofora, una bifora, un orologio e infine una trifora in corrispondenza della cella campanaria. Sulla sommità si erge una guglia a base ottagonale, coronata da una statua bronzea raffigurante il Redentore.
I fianchi della chiesa, rivestiti a strisce in continuità con la facciata e scanditi da massicci contrafforti alternati a esili monofore, risalgono in parte alla ristrutturazione novecentesca, quando furono demolite le cappelle edificate nel XVI secolo.
Il retro costituisce la parte più antica del complesso. Nel mezzo aggetta il presbiterio duecentesco in laterizio a pianta quadrata, illuminato da una monofora strombata centrale e suddiviso verticalmente da una serie di lesene che si concludono superiormente con archetti in rilievo; ai lati le due absidiole, parzialmente ricostruite nel 1912 sulla base risalente all'XI secolo, sono rivestite a strisce alternate di mattoni e pietre e decorate superiormente con due fasce di archetti intrecciati in cotto. L'alta torre-tiburio di impianto rettangolare, innalzata nel XIII secolo, è rivestita interamente in laterizio; vi si aprono simmetricamente due monofore sui lati lunghi e una sui quelli corti, tutte sovrastate da archi ogivali.

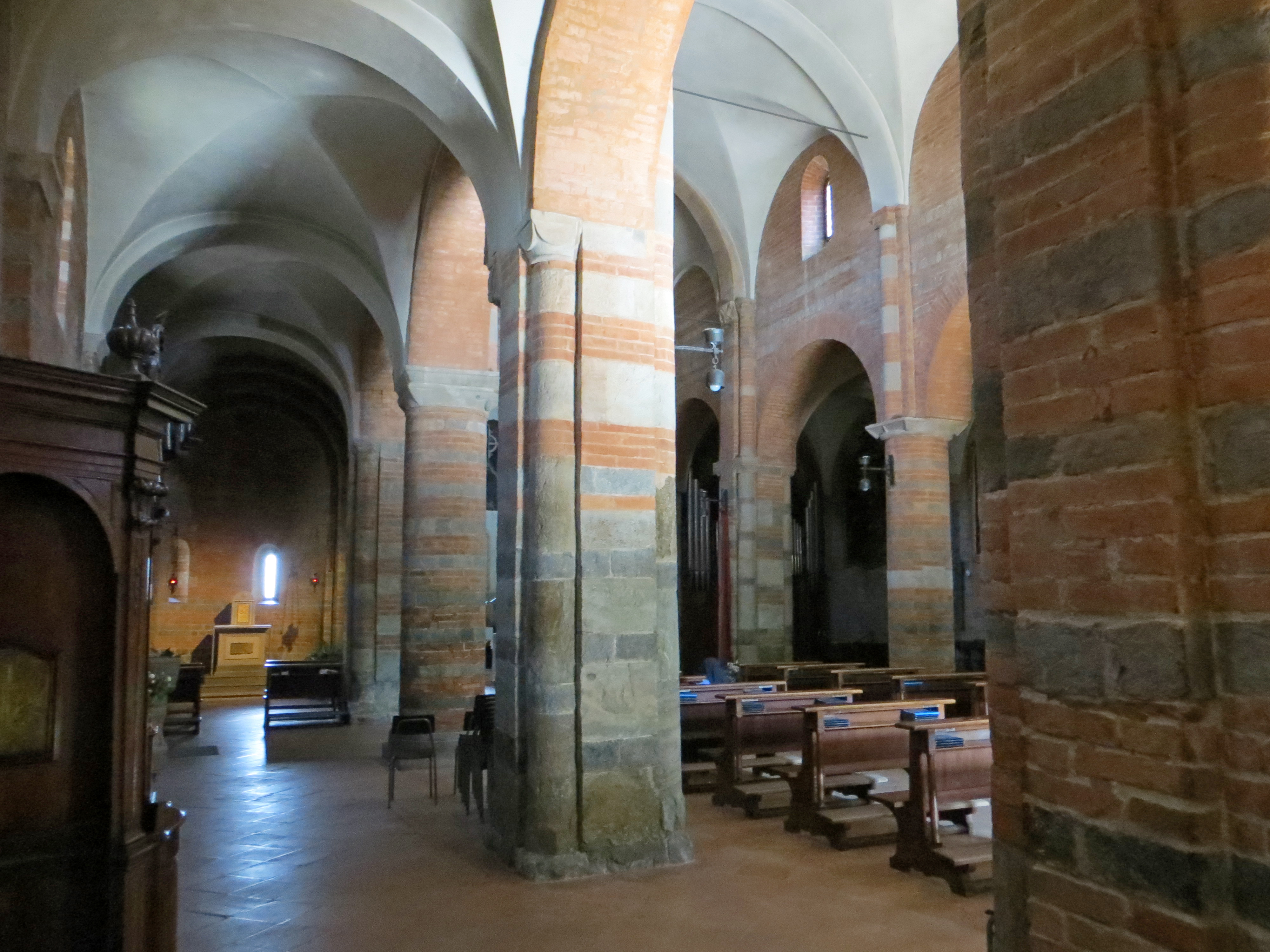
Navata sinistra

All'interno le tre navate, coperte da una serie di volte a crociera quattrocentesche intonacate, sono suddivise tra loro da ampie arcate a tutto sesto, rette da massicci pilastri polistili e da robuste colonne, realizzati tra l'XI e il XIII secolo a strisce alternate di mattoni e pietre; i capitelli romanici duecenteschi sono decorati con raffigurazioni zoomorfe e fantastiche, tra cui sirene, serpenti e altri animali.
In controfacciata, sopra al portale d'ingresso è collocato un grande dipinto raffigurante Cristo benedice i fanciulli, eseguito da Luigi Vigotti nel 1837 su commissione della duchessa Maria Luigia.

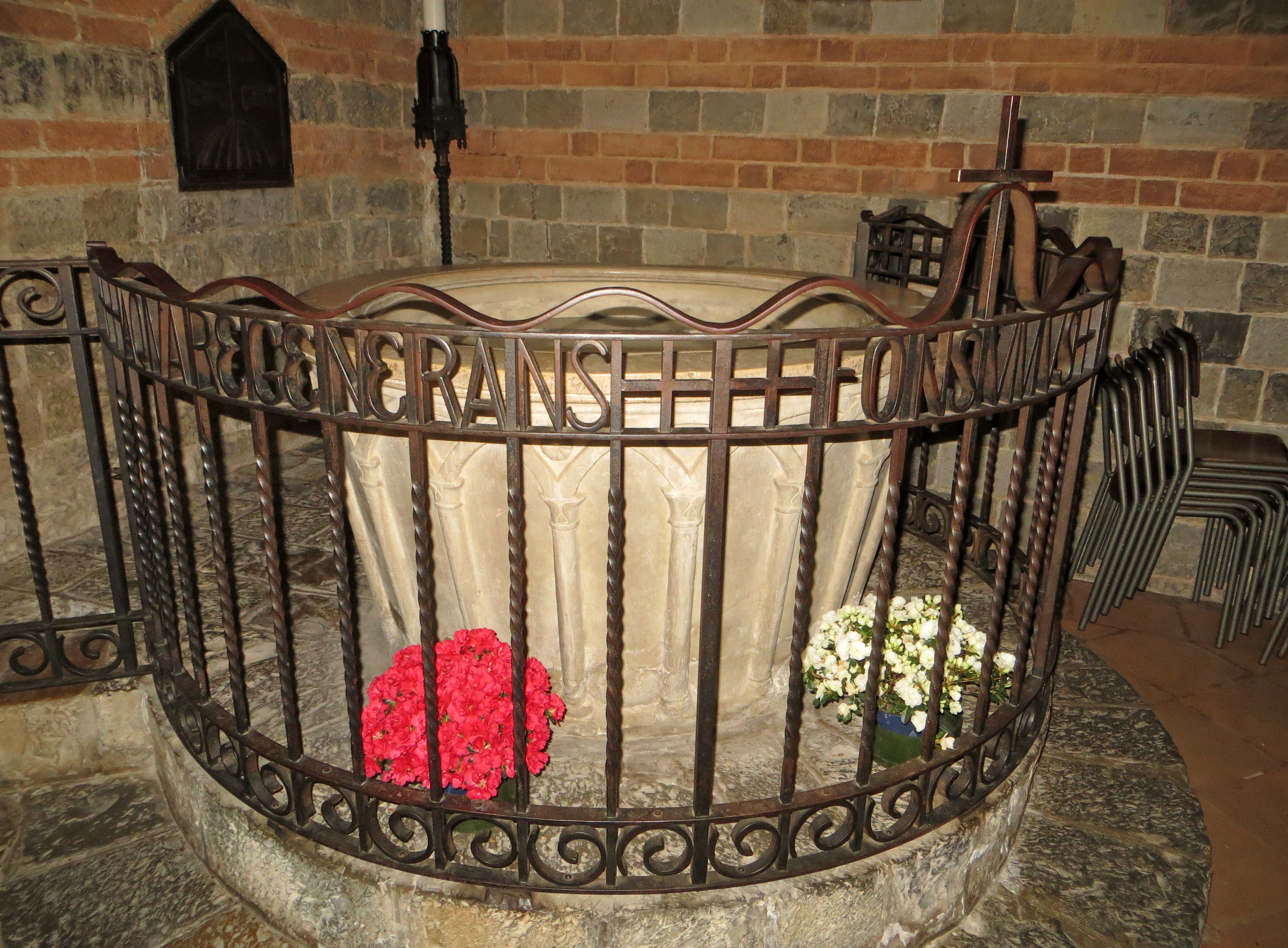
Vasca battesimale romanica

Sulla sinistra, all'inizio della navatella è collocata la vasca battesimale, risalente al XIII secolo; l'opera, realizzata in pietra calcarea a forma di tronco di cono rovesciato, è decorata esternamente con altorilievi raffiguranti diciotto colonnine sormontate da capitelli lotiformi, a sostegno degli archetti intrecciati di coronamento; uno di questi è ornato con una rosetta, che ne attesterebbe l'attribuzione alla scuola antelamica. Al di sopra della vasca è appesa una lastra rettangolare in marmo bianco, scolpita tra il XII e il XIII secolo da maestri campionesi; l'altorilievo, ispirato secondo alcuni storici alla dottrina ariana e secondo altri alla tradizione bizantina, raffigura il Battesimo di Cristo: al centro Gesù è immerso nell'acqua del fiume Giordano ed è affiancato da Giovanni Battista e da un angelo, mentre dall'alto scende la colomba dello Spirito Santo; probabilmente la lapide apparteneva in origine a una recinzione del presbiterio o del pulpito, demolita in epoca ignota.
Il presbiterio, lievemente sopraelevato e rientrante verso l'aula rispetto all'arco trionfale a tutto sesto, accoglie l'altare maggiore a mensa, aggiunto nel 1993; l'ambiente è coperto da una volta a crociera con costoloni ed è affiancato dalle absidi laterali a pianta semicircolare.
La chiesa conserva alcune opere di pregio, tra cui due confessionali lignei databili all'incirca al 1780, gli oli rappresentanti la Madonna col Bambino e sant'Antonio da Padova, eseguita probabilmente da Francesco Vieira alla fine del XVIII secolo, la Madonna col Bambino e i santi Antonio Abate e Francesco, forse dipinta da Pomponio Amidano nel XVII secolo, e la Madonna col Bambino e i santi Teresa, Filippo Neri e Pietro, risalente alla fine del XVII secolo, un'antica Via Crucis, due tavoli settecenteschi e una pianeta realizzata intorno al 1800.

### Organo
L'organo presente nella pieve fu realizzato fra il 1998 e il 2000 da Giovanni Ferrari, su progetto di Silvano Barani.
Costituito da 1130 canne, di cui 25 in peltro, 977 in tigrato e 128 in legno, con 18 registri reali, lo strumento è a trasmissione meccanica, con due tastiere di 56 tasti e pedaliera di 30 tasti.
Di seguito, la sua disposizione fonica:
| Prima tastiera |    |
| Principale     | 8' |
| Ottava         | 4' |
| Decimaquinta   |    |
| Ripieno 4 file |    |
| Flauto Camino  | 8' |
| Sesquilatera   |    |
| Voce umana     | 8' |
| Tromba dolce   | 8' |

| Seconda tastiera |       |
| Bordone          | 8'    |
| Flauto dolce     | 4'    |
| Nazardo          | 2-2/3 |
| Ottavino         | 2'    |
| Terza            | 1-3/5 |
| Voce celeste     | 8'    |
| Cromorno         | 8'    |
| Tremolo          |       |

| Pedale     |     |
| Subbasso   | 16' |
| Principale | 8'  |
| Ottava     | 4'  |

### Esplicative
1. ↑  La pietra era originariamente incastonata all'interno della chiesa, sulla parete sud. Vedi Fallini, Calidoni, Rapetti, Ughetti, p. 141.

### Bibliografiche
1. 1 2 3 4 5 6  Cirillo, Godi, p. 325.
2. 1 2 3 4 5 6 7 8 9 10  Dall'Aglio, p. 395.
3. 1 2  Fallini, Calidoni, Rapetti, Ughetti, pp. 141-142.
4. 1 2 3 4 5 6 7 8   Chiesa di San Prospero "Collecchio", su Le chiese delle diocesi italiane, Conferenza Episcopale Italiana. URL consultato il 7 maggio 2025.
5. 1 2 3 4 5 6 7 8 9   Pieve di San Prospero, su romanico-emiliaromagna.com. URL consultato il 2 maggio 2016 (archiviato dall'url originale il 7 maggio 2016).
6. 1 2 3 4 5 6  Fallini, Calidoni, Rapetti, Ughetti, p. 141.
7. 1 2 3 4 5 6 7 8 9   La Chiesa, su parrocchiacollecchio.net. URL consultato il 2 maggio 2016 (archiviato dall'url originale il 4 novembre 2016).
8. 1 2 3  Dall'Aglio, p. 394.
9. 1 2 3 4 5 6 7 8 9 10  Dall'Aglio, p. 396.
10. ↑   Le Chiese, su comune.collecchio.pr.it. URL consultato il 2 maggio 2016 (archiviato dall'url originale il 1º luglio 2016).
11. 1 2  Fallini, Calidoni, Rapetti, Ughetti, p. 142.
12. ↑   Vasca battesimale - ambito parmense (secondo quarto sec. XIII), su catalogo.beniculturali.it. URL consultato il 10 maggio 2025.
13. ↑   Battesimo di Cristo, su catalogo.beniculturali.it. URL consultato il 10 maggio 2025.
14. ↑  Cirillo, Godi, pp. 325-326.
15. ↑   Chiesa di San Prospero di Collecchio, su organcompendium.info. URL consultato il 2 maggio 2016 (archiviato dall'url originale il 15 giugno 2021).